# Pygoluciola
Pygoluciola is een geslacht van kevers uit de familie glimwormen (Lampyridae). Het geslacht werd voor het eerst wetenschappelijk beschreven in 1939 door Wittmer.

## Soorten
- Pygoluciola cowleyi (Blackburn, 1897)
- Pygoluciola guigliae (Ballantyne, 1968)
- Pygoluciola hamulata (E. Olivier, 1885)
- Pygoluciola kinabalua (Ballantyne & Lambkin, 2001)
- Pygoluciola qingyu Fu & Ballantyne, 2008
- Pygoluciola satoi Ballantyne, 2008
- Pygoluciola stylifer (Wittmer, 1939)
- Pygoluciola wittmeri (Ballantyne, 1968)
- Pygoluciola bangladeshi Ballantyne, 2019
- Pygoluciola dunguna Nada, 2018
- Pygoluciola matalangao Ballantyne, 2019
- Pygoluciola phupan Ballantyne, 2019
- Pygoluciola tamarat Jusoh, 2019
- Pygoluciola abscondita (Olivier, 1891)
  - = Luciola abscondita Olivier, 1891
- Pygoluciola ambita (Olivier, 1896)
  - = Luciola ambita Olivier, 1896
- Pygoluciola calceata (Olivier, 1905)
  - = Luciola calceata Olivier, 1905
- Pygoluciola insularis (Olivier, 1883)
  - = Luciola insularis Olivier, 1883
- Pygoluciola nitescens (Olivier, 1903)
  - = Luciola nitescens Olivier, 1903
- Pygoluciola vitalisi (Pic, 1934)
  - = Luciola vitalisi Pic, 1934